# Робоча станція

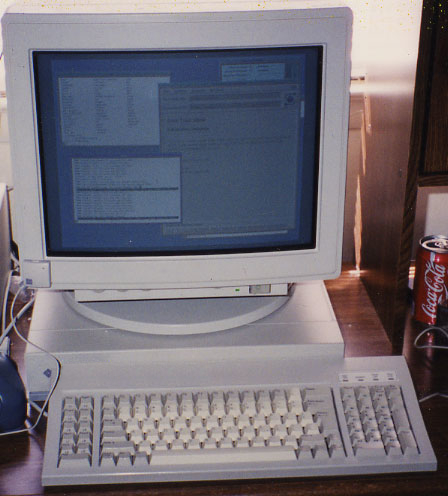
Sun SPARCstation 1+ з 25 МГц RISC-процесором SPARC (початок 1990-х років)

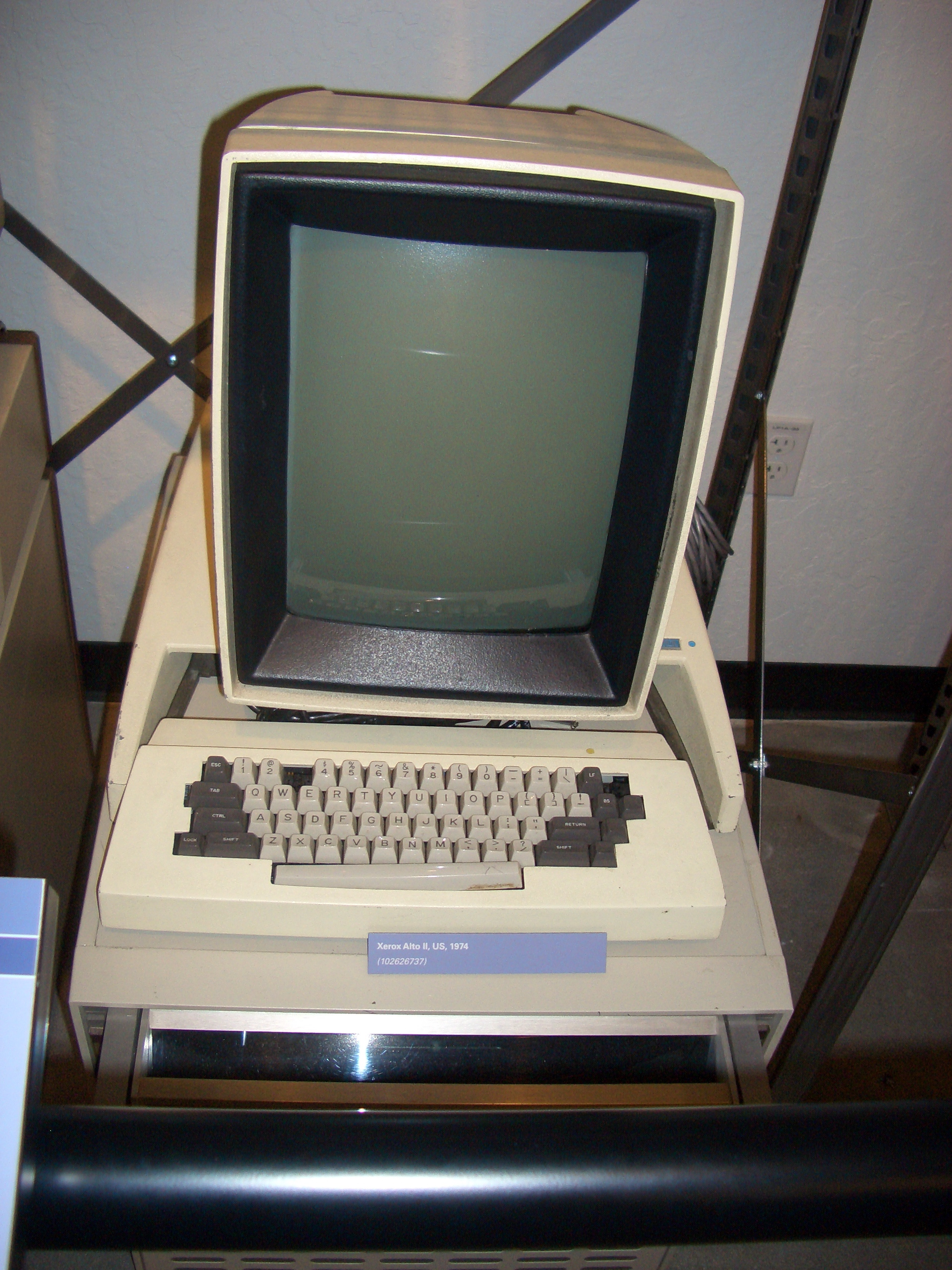
Xerox Alto став в 1973 році першим комп'ютером, який використовував графічний інтерфейс користувача з маніпулятором типу «миша» і мережу Ethernet

Робоча станція (англ. workstation) — комп'ютер, призначений переважно для вирішення наукових, технічних та інженерних завдань. Як правило, протягом сеансу використовується однією людиною (на противагу серверам або мейнфреймам, що призначені для багатокористувацької роботи), є частиною локальної мережі і працює під керуванням багатозадачної й багатокористувацької операційної системи.
Вважається[ким?], що швидкодія і загальна продуктивність робочих станцій вищі за продуктивність звичайних персональних комп'ютерів.
Типові сфери застосування робочих станцій: 3D-проєктування, архітектура, моделювання різних процесів (виробничих, електронних тощо), проєктування схем і плат електронних пристроїв, проєктування мікросхем, наукові розрахунки з побудовою графіків, робота з відео-, аудіо- і графічними файлами великих розмірів.
Стрімкий розвиток персональних комп'ютерів починаючи з 1990-х років призвів до розмивання меж між ними й робочими станціями.

## Ознаки конфігурацій
Існують досить стійкі ознаки конфігурацій робочих станцій, призначених для вирішення певного кола завдань, що дозволяє підрозділити їх на окремі професійні підкласи:
- Мультимедіа і, зокрема, комп'ютерна графіка і обробка зображень, відео, звуку, розробка комп'ютерних ігор.
- Різні інженерні, архітектурні (в тому числі містобудівні) та інші САПР, ГІС, польові дослідження і геодезія тощо.
- Наукові та інженерно-технічні обчислення.
- Професійний біржовий інтернет-трейдинг.

Кожен такий підклас може мати властиві йому особливості та унікальні компоненти (у дужках дано приклади галузей використання): великий розмір монітора і/або декілька моніторів (САПР, ГІС, біржа), швидкодіюча відеокарта (кінематограф (у тому числі анімація), комп'ютерні ігри), великий обсяг накопичувачів даних (фотограмметрія, анімація), наявність професійного сканера (фотографія), захищене виконання (військове застосування, експлуатація в польових умовах) тощо.